# Esprinet
Esprinet è un'azienda italiana attiva nel settore della distribuzione all'ingrosso di prodotti tecnologici (informatica, elettronica di consumo, telefonia) in Italia, Spagna e Portogallo
Dal luglio 2001 Esprinet è quotata alla Borsa di Milano, inizialmente al Nuovo Mercato, per poi venire ammessa all'MTA negli indici FTSE Italia Small Cap e FTSE Italia STAR.

## Storia
Fondata negli anni settanta, la società ha assunto l'attuale assetto per effetto della fusione nel settembre 2000 di tre distributori di informatica: Comprel, Celo e Micromax. Nel corso del 2000, i soci fondatori hanno dato mandato al nuovo amministratore delegato Alessandro Cattani, precedentemente consulente del Gruppo, di scegliere la propria prima linea di manager, valutando sia il personale interno che nuovi arrivi da altre aziende.